# Julbock

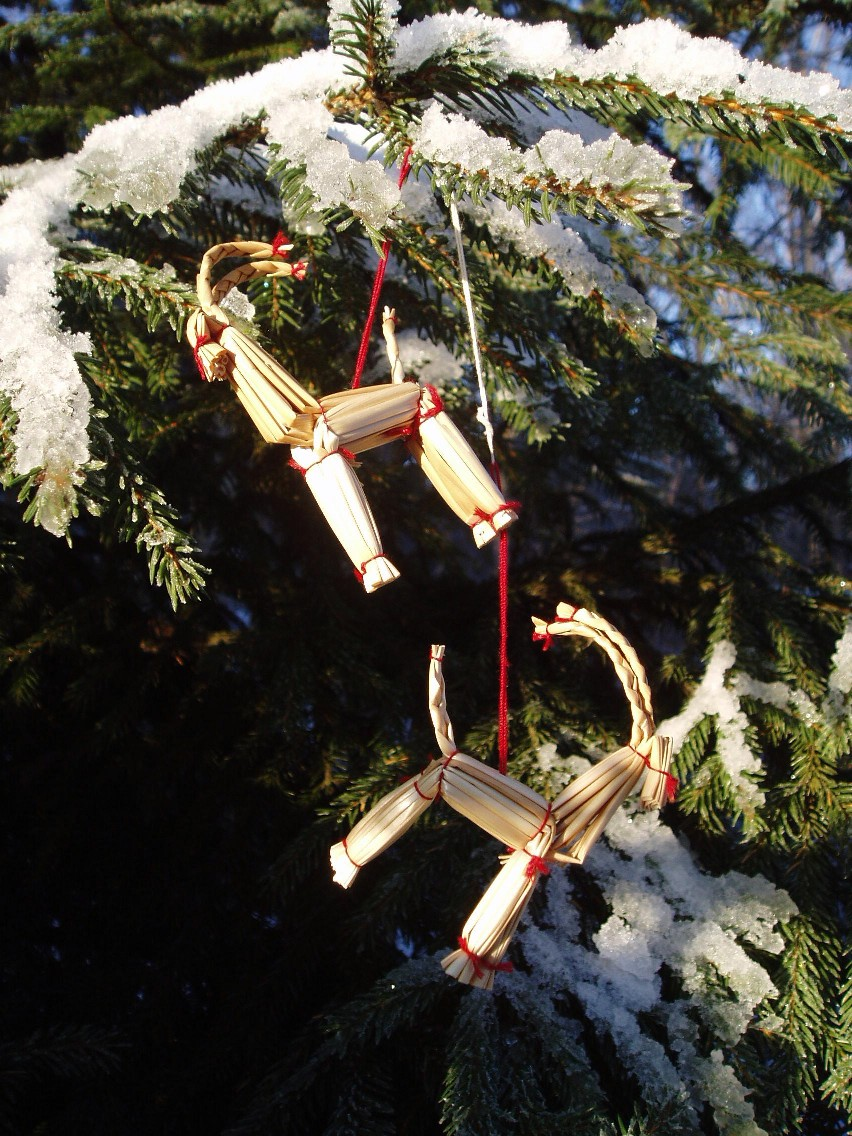
Julbock em árvores

O Julbock (inglês: Yule Goat) é um dos mais antigos símbolos de Natal dos países escandinavos e do norte da Europa. A tradução seria algo como cabra ou bode de Natal.
Têm origens remotas, bem antes da era cristã. Quando os bodes estavam ligados ao deus Thor, que viajou por todo o céu puxado por dois deles. Posteriormente, ele foi então ligado à feitiçaria e ao diabo. Na Finlândia, o Julnock era visto como uma criatura feia que aterroriza as crianças.
A partir do século XVII, os camponeses confeccionavam pequenas cabras de palha. Esse material logo lembrava o nascimento de Cristo, na manjedoura do berço onde estava disponível em grande quantidade. À noite, eles se disfarçavam de cabras e saiam de casa em casa para assustar as crianças. Após as suas visitas, eles deixavam um desses pequenos julbock de palha e um pedaço de papel em que eram escritos algumas más rimas ou zombarias.
Durante o século XIX, o papel dos Julbock mudou e se tornou presentes natalinos que eram distribuídos. As crianças faziam suas cabras de Natal com talos de trigo durante a noite de Natal. Esses presentes se popularizaram e foram para outros países que buscavam presentes para presentear. Atualmente, o julbock foi substituído pelo Julenisse, uma espécie de duende que distribui presentes. A cabra ainda está presente e acompanhou-o em seus ciclos.
O Julbock é ainda uma decoração natalina popular nos países escandinavos.

## O Bode de Gävle
As maiores versões desta cabra são frequentemente reproduzidas em cidades e aldeias, nos países nórdicos. Eles incendeiam o Bode de Gävle na véspera de Natal

## Relações externas
- História do julbock
- Confecção de um julbock em imagens.